# Тиморія
Тимо́рія (Cincloramphus bivittatus) — вид горобцеподібних птахів родини кобилочкових (Locustellidae). Ендемік Тимору.

## Поширення і екологія
Тиморії живуть у вологих чагарникових заростях, сухих тропічних лісах, на полях і плантаціях. Зустрічаються на висоті до 1100 м над рівнем моря.